# Control-Alt-Delete
Control-Alt-Delete (често съкращавано на Ctrl-Alt-Del) е компютърна клавиатурна команда при съвместимите с IBM персонални компютри, която се използва за рестартиране на компютъра.
Получава се при едновременното натискане на клавишите Control, Alt и Delete.
Тази клавиатурна комбинация е измислена от Дейвид Брадли, дизайнер на персоналния компютър на IBM. Първоначално Брадли въвежда комбинацията Control-Alt-Escape, за да рестартира компютъра, но забелязва, че тази комбинация лесно се възпроизвежда и само с една ръка и това може да доведе до неумишлено рестартиране на компютъра. Той променя комбинацията на Control-Alt-Delete, комбинация, която е невъзможно да бъде натисната с една ръка (това става възможно по-късно, когато в употреба влизат по-нови модели клавиатури.